# Ranco
Ranco (Rànc in dialetto varesotto) è un comune italiano di 1 218 abitanti della provincia di Varese in Lombardia che si affaccia direttamente sulle sponde lombarde del Lago Maggiore.

## Geografia fisica
Ranco è un paese situato a 214 metri sopra il livello del mare, che sorge sulle sponde lombarde del Lago Maggiore tra i comuni di Ispra e di Angera. Il comune si sviluppa tra il colle di San Quirico e il promontorio meridionale del Parco del Golfo della Quassa.

### Geologia

#### I massi erratici
In generale, tutta la sponda lombarda del Lago Maggiore è ricca di massi erratici. Per la sua particolare orografia, però, Ranco ne ha accumulati il maggior numero. Il materiale detritico originato dalle frane avvenute sulle Alpi, per mezzo delle glaciazioni si è infatti incagliato più frequentemente sul versante settentrionale del colle di San Quirico, nei pressi di Ranco. Di questi massi, il più famoso è il Sasso Cavalaccio o Sass Cavalasc, monumento naturale ai sensi della Legge regionale n. 86 del 1983, adagiato sulla riva del Lago Maggiore. Esistono degli itinerari specifici per ricercare queste antichissime testimonianze geologiche.

## Origini del nome
Il nome "Ranco" deriva dal verbo rancàr o roncàr che significa "abbattere", "disboscare e bruciare boschi".

## Storia

### Principali avvenimenti storici
Le sorti e le vicende di Ranco hanno sempre seguito quelle del limitrofo feudo di Angera e della sua Rocca. Nell'anno 1276, infatti, proprio a Ranco venne combattuta tra i Visconti e i Torriani la Battaglia della Guazzera. Nel trecento le aree di Ranco erano in parte di proprietà del monastero degli Umiliati di S. Lorenzo di Cannobbio e in parte era feudo di Gian Galeazzo Visconti, duca di Milano. Nei secoli successivi tutto il territorio di Ranco passò sotto il dominio dei Borromeo, feudatari di Angera.
Il comune di Ranco e la sua frazione di Uponne (nome derivante da Aupone, guerriero del X secolo) vennero annesse ad Angera sia da Napoleone (1809) sia da Mussolini (1928). In entrambi i casi, tuttavia, venne ripristinato come comune autonomo al cambio di regime politico, rispettivamente nel 1816 e nel 1956.
Nell'anno scolastico 1940-1941 Giovanni Rodari fu maestro alle Scuole Elementari di Ranco (allora frazione di Angera). Insegnò agli alunni della terza e della quarta elementare e ne diresse gli scrutini in prima e in seconda sessione.

### Simboli
Stemma
All'interno dello stemma del comune di Ranco, concesso assieme al gonfalone con D.P.R. del 10 luglio 1962, vi sono due simboli che rappresentano le due storiche e tradizionali attività dei ranchesi: una vite che, con un grappolo d'uva, cresce su un terrazzo verde e che simboleggia l'agricoltura; mentre il pesce color argento, indica la pesca.
La blasonatura è la seguente:
Gonfalone

## Società

### Evoluzione demografica
- 225 nel 1751
- 295 nel 1805
- annessione ad Angera nel 1809
- 416 nel 1853
- annessione ad Angera nel 1927

Abitanti censiti

### Istituzioni, enti e associazioni
Molto attiva la Pro Loco Ranco che durante l'anno organizza eventi allietando residenti e villeggianti promuovendo momenti di festa, spettacoli e simili.

## Economia

### Turismo
Nel 1850 Ranco contava poche case e una chiesa. Tuttavia il paese, già allora, era una delle mete preferite dall'aristocrazia milanese, attratta dalla bellezza dei luoghi e dalle battute di caccia e pesca. A partire dagli anni sessanta del secolo scorso, Ranco ha via via assunto la fisionomia di un tranquillo centro residenziale e di villeggiatura.

## Infrastrutture e trasporti
Fra il 1914 e il 1940 Ranco ospitò una fermata della tranvia Varese-Angera, gestita dalla Società Anonima Tramvie Orientali del Verbano (SATOV).
È servita dalla linea autobus N20 di Autolinee Varesine.

## Amministrazione
Ranco fu in provincia di Como dal 1801 al 1927.